# (3918) Brel
(3918) Brel es un asteroide perteneciente al cinturón de asteroides, descubierto el 13 de agosto de 1988 por Eric Walter Elst desde el Observatorio de la Alta Provenza, Saint-Michel-l'Observatoire, Francia.

## Designación y nombre
Designado provisionalmente como 1988 PE1. Fue nombrado Brel en honor al cantante belga Jacques Brel.